# Anders Michelsen
Anders Michelsen (27 settembre 1970) è un ex calciatore norvegese, di ruolo attaccante.

## Biografia
Ha un gemello, chiamato Thomas, anch'egli calciatore professionista.

## Carriera

### Club
Michelsen cominciò la carriera con la maglia del Langhus, per poi passare al Drøbak/Frogn. Nel 1993 passò al Lyn Oslo. Esordì nell'Eliteserien il 2 maggio dello stesso anno, quando fu titolare nella sconfitta casalinga per 0-1 contro il Rosenborg. Il 13 giugno arrivò la prima rete, nella vittoria per 5-3 sul Molde. A fine anno, tornò al Drøbak/Frogn.
Nel 1996, fu ingaggiato dallo Skeid, tornando così nella massima divisione norvegese. Il 13 aprile, fu in campo nella sconfitta per 2-3 contro lo Strømsgodset. Dopo un biennio allo Skeid, si trasferì proprio allo Strømsgodset, dove rimase fino al 2003. Debuttò il 13 aprile 1998, nella sconfitta per 0-2 contro il Rosenborg.
Nel 2004, passò al Follo. Contribuì, con 18 presenze e 3 reti, alla promozione in 1. divisjon del campionato 2004. Pianificò il ritiro dal calcio giocato proprio alla fine di quella stagione, ma poi cambiò idea e giocò al Langhus per un ultimo anno.